# خوش‌بلاغ
خوش‌بلاغ (به لاتین: Xoşbulaq، به زبان ارمنی: خاچناغبیور Խաչաղբյուր) منطقه‌ای مسکونی در جمهوری آذربایجان است که در شهرستان داش‌کسن واقع شده‌است. خوش‌بلاغ ۱٬۹۱۷ نفر جمعیت دارد.